# 大砲 (企業)
株式会社大砲（たいほう）は、福岡県久留米市通外町に本社を置き、豚骨ラーメン専門店「大砲ラーメン」を福岡県を中心に展開する企業である。
社名及び店名の「大砲」の由来は、初代の「一旦こうと決めたら大砲の弾のように一直線に突き進む」負けん気の強い、喧嘩っ早く一本気な性格が由来となっている。

## 来歴
1953年（昭和28年）に、久留米市の明治通りで初代香月昇・嘉子夫妻により屋台として創業したのが始まりである。大砲で提供されるラーメンにも使用される「呼び戻しスープ」は創業より釜を空にすることなく継ぎ足されており、初代香月昇によって発案され、香月均により名前が付けられた。
現在の社長の香月均は早い時期からラーメンの可能性を久留米の「町おこし」に見いだし、様々な取り組みを発信してきており、実際に、B級グルメイベントの先駆けとなった1999年の「ラーメンフェスタin久留米」や、2004年には国民文化祭として「とびうめ国文祭ラーメンフェスティバル」も企画、先導した。2012年（平成24年）には、香月のコラムが映画監督・瀬木直貴の目にとまり、香月親子が題材の映画『ラーメン侍』が公開された。

## 沿革
- 1953年（昭和28年） : 久留米市の明治通りで初代香月昇が屋台「大砲ラーメン」を創業。
- 1967年（昭和42年） : 通外町で店舗営業を開始。現在の本店にあたる。
- 1976年（昭和51年） : 市内西部の長門石町に最初の支店（長門石店）を開業。
- 1989年（平成元年） : 二代目、香月均が社長に就任する。CIを導入し、現在のロゴを制定する。
- 1990年（平成2年） : 「株式会社 大砲」を設立（資本金1,000万円）。法人化。
- 1993年（平成5年） : 小郡市に麺工房を新設し、自社製麺を開始。
- 1995年（平成7年） : 久留米市内に本部事務所を開設。POSシステム導入。
- 1996年（平成8年） : 初のフランチャイズ店舗を大分市に開店（大分店）。
- 1997年（平成9年）  : 会長・香月昇が享年63にて永眠。
- 1999年（平成11年） : 香月により「久留米ラーメンルネッサンス委員会」が設立され、第1回「ラーメンフェスタin久留米」を企画・出店。また、「久留米とんこつラーメン会」も設立し同会代表理事就任。久留米のラーメン業界の活性化を図る。
- 2000年（平成12年） : 本部事務所を本店2階に移転。本店に「醤油工房」開設。
- 2004年（平成16年） : アメリカ・ロサンゼルス「ミツワマーケットプレイス」にて海外イベント初出店。
- 2010年（平成22年） : 同じく久留米市内にある「龍の家」とのコラボにより、合川店限定で「グリーンラーメン夏の思い出」を販売。
- 2013年（平成25年） :  店舗で提供するラーメンの地方発送を開始。役員の香月嘉子（香月昇の妻）が享年81歳にて永眠。
- 2014年（平成26年） : 『ミシュランガイド福岡・佐賀 2014 特別版』において、本店と長門石店がビブグルマン[1]を受賞。同賞の対象店舗の内、ラーメン店は4店で、その内の2店を大砲ラーメンが占めたこととなる。また、一般掲載でもラーメン店7店中、大砲ラーメンは合川店・吉井店の2店が掲載された。

### 提携・メディア出演
- 1993年 : 『アッコにおまかせ』（TBSテレビ） - 香月がスタジオで生出演
- 1999年 : 『ズームイン朝』（日本テレビ） - 船井総研会長の船井幸雄が昇和亭（現・上津店）を訪問した様子が中継された。
- 2001年 : 『愛の貧乏脱出大作戦』（テレビ東京） - 香月が「達人」として出演。
- 2003年 : カップ麺「大砲ラーメン こってりとんこつ味」（明星食品）
- 2008年 : ベビースターラーメン「大砲ラーメン味」（おやつカンパニー）
- 2010年 : とんこつ肉まん（山崎製パン）
- 2011年 : 映画『ラーメン侍』 - 同年に出版された香月による史著『久留米・大砲ラーメン親子二代熱風録』が原作となった。
- 2012年：ひとくち餃子（八洋食品）、『週刊文春』（3月号）

### イベント出店歴
2005年以降は医学系学会を除き基本的に九州島外のイベントのみ記載。太字は出店せず企画・運営のみ。
- 1991年
  - 第23回「日本医学会総会」（京都市）
- 1999年
  - 第1回「ラーメンフェスタ in 久留米」
  - マイカル小樽
- 2000年
  - 第2回「ラーメンフェスタ in 久留米」
  - 福岡ふるさとフェア（福岡市）
- 2001年
  - 第3回「ラーメンフェスタ in 久留米」
  - ラーメンフェスタ in かしいかえん
- 2002年
  - 阪急百貨店（大阪市）
  - 第1回「塩ラーメンサミット」（函館市）
  - 第4回「ラーメンフェスタ in 久留米」
  - 東急百貨店（渋谷区）
  - 翠香園120周年記念イベント（久留米市）
- 2003年
  - 伊予鉄高島屋（松山市）
  - 第2回「塩ラーメンサミット」（函館市）
  - 東急百貨店（渋谷区）
  - 第5回「ラーメンフェスタ in 久留米」
- 2004年
  - 蔵のまち喜多方「冬まつりラーメンフェスタ」
  - 和歌山グルメフェア「ラーメンフェスティバルinわかやま」
  - ミツワマーケットプレイス（ロサンゼルス）
  - 第3回「塩ラーメンサミット」（函館市）
  - 国民文化祭ラーメンフェスティバル in 久留米
- 2005年
  - 蔵のまち喜多方「冬まつりラーメンフェスタ」
  - ミツワマーケットプレイス（ニュージャージー）
  - ら・フェスタ2005（釧路市）
  - 第1回「ラーメンピックin六角堂」（久留米市）
- 2006年
  - 第2回「ラーメンピックin六角堂」（久留米市）
- 2009年
  - 喜多方冬まつり
  - 第61回「日本産科婦人科学会学術講演会」（京都市）[2]
  - 東京ラーメンショー2009（世田谷区）
  - 第1回「大つけ麺博」（千代田区）
- 2011年
  - 第97回「日本消化器病学会九州支部会」（久留米市）
- 2012年
  - 第41回「日本脊椎脊髄病学会」（久留米市）
- 2013年
  - 第27回「日本外傷学会総会」（久留米市）
  - 第39回「日本骨折治療学会」（久留米市）
  - 第34回「リウマチセンター間連絡会」（久留米市）
  - 第37回「日本消化器内視鏡学会セミナー」（京都市）
- 2014年
  - 名古屋松坂屋（名古屋市）
  - 京都伊勢丹（京都市）
  - 山口井筒屋（山口市）

## 店舗
福岡県を中心として、11店舗を運営している。「○○亭」という名前で開業した店舗もあったが、名称変更により消滅している。この他、2009年から2013年まで、新横浜ラーメン博物館店（神奈川県横浜市港北区新横浜2-14-21）もあった。
| 店名               | 所在地                            | 開店 | 備考                                                                              |
| ------------------ | --------------------------------- | ---- | --------------------------------------------------------------------------------- |
| 本店               | 福岡県久留米市通外町11-8          | 1966 |                                                                                   |
| 長門石店           | 福岡県久留米市長門石5-5-11        | 1976 |                                                                                   |
| 合川店（合川校舎） | 福岡県久留米市新合川1-4-43        | 1991 | 名称については後述。                                                              |
| 上津店             | 福岡県久留米市本山1-5-25          | 1997 | 昇和亭の名称で開店したが、2016年より上津店として営業。                            |
| 吉井店             | 福岡県うきは市吉井町591-13        | 1998 | 香林亭の名称でFC店として開店したが、2012年に直営化され、名称も現行のものとなる。  |
| 小郡店（松崎分校） | 福岡県小郡市上岩田1102-1          | 2001 | FC店として開業したが、2012年より直営。名称については後述。                        |
| 吉野ヶ里店         | 佐賀県神埼郡吉野ヶ里町吉田2865-1  | 2009 |                                                                                   |
| 天神今泉店         | 福岡県福岡市中央区今泉1-23-8      | 2007 | キャナルシティ博多ラーメンスタジアム店（2002年）→天神イムズ店（2005年）より移転。 |
| 福岡小田部店       | 福岡県福岡市早良区小田部5-26-24   | 2011 |                                                                                   |
| KITTE博多店        | 福岡県福岡市博多区博多駅中央街9-1 | 2016 |                                                                                   |
| 大分店             | 大分県大分市下郡七歩1716-3        | 1996 | 大砲ラーメン初のFC店舗。                                                          |
| 別府湾岸通店       | 大分県別府市浜町3-27              | 1998 | FC店舗。                                                                          |

### 合川店と小郡店について
「○○亭」の名称が廃止された2017年現在においても、合川店には「合川校舎」、小郡店には「松崎分校」（松崎は小郡店所在地の上岩田を含む広域地名）という副名が付けられている。これは、2000年3月に廃校となった矢部村立飯干小学校の校舎を再利用して建設されたためである。矢部村は本社がある久留米市の南東に隣接する八女郡の村（当時）で、現在の八女市矢部村である。
大砲ラーメンでは商品に矢部村のタケノコを使用しており、社長の香月は当時の村長とも関わりがあったが、その長男と会った際に飯干小学校が廃校となる話を聞き、香月がその場で校舎の提供を依頼した。その後、村議会を通じて廃材の提供許可が下り、合川店の改築および新店舗の小郡店に使用され、2001年に披露となった。このような経緯から、両店舗の軒先にはそれぞれ「合川校舎」「松崎分校」という札と、廃校前の写真が掲示されている。